# إيركوم الدولية
إيركوم العالمية (بالإنجليزية: Aircom International)‏ هي شركة استشارية لإدارة شبكة الاتصالات، وتركز على تخطيط الشبكات الخلوية. تأسست الشركة مايو 1995 ويقع مقرها الرئيسي في لندن، ولها مكاتب في 16 بلدا. الشركة يملكها القطاع الخاص، وتعمل إيركوم مع العديد من مشغلي الشبكات اللاسلكية لتطوير وتحسين الشبكات من الجيل الثاني إلى الجيل الثالث. ومن الجيل الثالث إلى الجيل الرابع. في 3 ديسمبر 2013 استحوذت إيركوم على TEOCO، وهي شركة برمجيات الاتصالات في فيرفاكس، ولم يعلن عن ثمن الصفقة.